# 2797 Teucer
2797 Teucer là một tiểu hành tinh Trojan Sao Mộc có quỹ đạo L4 Điểm Lagrange thuộc hệ Mặt trời-Sao Mộc, ở "Trại Hy Lạp". Nó được đặt theo tên anh hùng Teucer Hy Lạp cổ đại, người chiến đấu trong Chiến tranh thành Troia. Nó được phát hiện bởi Edward L. G. Bowell ở trạm Anderson Mesa thuộc Đài thiên văn Lowell ngày 4 tháng 6 năm 1981.